# Thrúdheim
Thrudheim oder Thrudvang (von altnord. Þrúðheimr Þrúðvangr „Kraftheim“, „Kraftfeld“) ist in der nordischen Mythologie das Reich des Asen Thor (Gylfaginnîng 21). In Thrudvang steht der Saal Bilskirnir.

„Heilig ist das Land, das ich liegen sehe

Den Asen nah und Alfen.

Dort in Thrudheim soll Thor wohnen

Bis die Götter vergehen.“

Der Prolog der Snorra-Edda setzt Thrudheim pseudohistorisch mit Thrakien gleich.